# 菲律賓總統安全衛隊
总统安全小组（Presidential Security Group，PSG）又稱菲律賓總統安全衛隊 ，是菲律宾政府高官的一个近身保护机构，成立於1987年3月6日。它負責向菲律宾总统和菲律賓副總統及其直系亲属、菲律宾前总统和前副总统以及来访的国家元首提供貼身安全和护卫。
总统安全小组驻扎在菲律賓总统官邸馬拉坎南宮。其成员在菲律賓总统进行国内和國外访问時全程陪同。

## 外部連結
- Official Site （页面存档备份，存于）